# Jim Phelan
James Joseph Phelan, detto Jim (Filadelfia, 19 marzo 1929 – 15 giugno 2021), è stato un cestista e allenatore di pallacanestro statunitense, professionista nella NBA.

## Carriera
È stato selezionato dai Philadelphia Warriors all'ottavo giro del Draft NBA 1951 (77ª scelta assoluta).